# لوتار فون مایر
یولیوس لوتار فون مایر (به آلمانی: Julius Lothar von Meyer) (زادهٔ ۱۹ اوت ۱۸۳۰ تا ۱۱ آوریل ۱۸۹۵) شیمی‌دان آلمانی هم دورهٔ دمیتری مندلیف بود که در رقابت با او در ارائهٔ جدول تناوبی عنصرها تلاش می‌کرد. با فاصلهٔ پنج سال، مندلیف و مایر هر دو بر سر کاری با روبرت بونزن همکاری کردند.

## زندگی و کار
مایر در فارل، بخشی از آلمان امروزی به دنیا آمد. پدرش فردریک آگوست میر، یک فیزیکدان بود. او پس از پایان دبیرستان برای تحصیل در رشتهٔ پزشکی در سال ۱۸۵۱ به دانشگاه زوریخ رفت و دو سال بعد به دانشگاه Würzburg جایی که رودولف فیرخو در آنجا استاد آسیب‌شناسی بود، رفت. مایر به تحصیل در زمینهٔ زیست‌شیمی پرداخت و پس از پایان یک دوره از دانشگاه در سال ۱۸۵۴ به هایدلبرگ جایی که روبرت بونزن در آن استاد شیمی بود رفت. او رسالهٔ دکتری اش را بر روی کارکرد کربن مونوکسید درخون متمرکز کرد. مایر پس از تحصیل در مؤسسهٔ فناوری کارلسروهه کار پیدا کرد.
از دیگر کارهای مایر می‌توان به چگونگی آرایش اتم‌های کربن در بنزن و جایگیری حلقه مانند آن‌ها اشاره کرد. البته او به پیوندهای یگانه و دوگانه که بعدها در ساختار فریدریش آگوست ککوله اشاره نکرد.
در دوران جنگ فرانسه و پروس، موسسهٔ فناوری به یک بیمارستان تبدیل شد و در آن دوران مایر نقش مهمی در پرستاری از زخمیان جنگی داشت. او در سال ۱۸۷۶ استاد شیمی دانشگاه توبینگن شد و تا هنگامهٔ مرگ در آنجا مشغول بود.

## جدول تناوبی
مایر بیشتر به دلیل نقشی که در دسته بندی عنصرها و تنظیم یک جدول برای آن‌ها داشت، شناخته شده است. مایر چنین گفت که اگر عنصرها برپایهٔ وزن اتمی مرتب شوند، در گروه‌هایی می‌افتند که ویژگی‌های شیمیایی و فیزیکی آن‌ها با فاصله‌ای ثابت تکرار می‌شود.

### جدول عنصرهای مایر با نمایش افقی دوره‌ها در سال ۱۸۶۴
|         | چهار الکترون لایهٔ ظرفیت | سه الکترون لایهٔ ظرفیت | دو الکترون لایهٔ ظرفیت | یک الکترون لایهٔ ظرفیت | یک الکترون لایهٔ ظرفیت | دو الکترون لایهٔ ظرفیت | تفاوت جرم |
| خط یک   |                         |                       |                       |                       | لیتیم                 | بریلیم                | ~۱۶       |
| خط دو   | کربن                    | نیتروژن               | اکسیژن                | فلوئور                | سدیم                  | منیزیم                | ~۱۶       |
| خط سه   | سیلیسیم                 | فسفر                  | گوگرد                 | کلر                   | پتاسیم                | کلسیم                 | ~۴۵       |
| خط چهار |                         | آرسنیک                | سلنیم                 | برم                   | روبیدیم               | استرانسیم             | ~۴۵       |
| خط پنج  | قلع                     | آنتیموان              | تلوریم                | ید                    | سزیم                  | باریم                 | ~۹۰       |
| خط شش   | سرب                     | بیسموت                |                       |                       | تالیم                 |                       | ~۹۰       |

### جدول عنصرهای مایر با نمایش عمودی دوره‌ها در سال ۱۸۷۰
| I      | II      | III      | IV                   | V         | VI                   | VII      | VIII                 | IX     |
|        | بور     | آلومینیم |                      |           |                      | ایندیم   |                      | تلوریم |
|        | کربن    | سیلیسیم  | تیتانیم              |           | زیرکونیم             | قلع      |                      | سرب    |
|        | نیتروژن | فسفر     | وانادیم              | آرسنیک    | نیوبیم               | آنتیموان | تانتال               | بیسموت |
|        | اکسیژن  | گوگرد    | کروم                 | سلنیم     | مولیبدن              | تلوریم   | تنگستن               |        |
|        | فلوئور  | کلر      | منگنز آهن کبالت نیکل | برم       | روتنیم رودیم پالادیم | ید       | اسمیم ایریدیم پلاتین |        |
| لیتیم  | سدیم    | پتاسیم   | مس                   | روبیدیم   | نقره                 | سزیم     | طلا                  |        |
| بریلیم | منیزیم  | کلسیم    | روی                  | استرانسیم | کادمیم               | باریم    | جیوه                 |        |